# Чичикастенанго
Чичикастенанго (на испански: Chichicastenango) е град в департамент Ел Киче, Гватемала. Населението на града през 2010 година е 45 549 души.